# Paliana basalis
Paliana basalis là một loài ruồi trong họ Tachinidae.